# Darejan Dadiani
Darejan Dadiani (en georgiano: დარეჯანი), también conocida como Daria (georgiano: დარია ; en ruso: Дарья Георгиевна, romanizado: Darya Georgyevna) (20 de julio de 1738 - 8 de noviembre de 1807), fue reina consorte de Kajetia, y más tarde Kartli-Kajetia en el este de Georgia, como la tercera esposa del rey Erekle II (también conocido como Heraclio II). Era hija de Katsia-Giorgi Dadiani, miembro de la casa principesca de Dadiani del principado de Mingrelia. Darajan se casó con Heraclio en 1750 y su matrimonio duró 48 años hasta su muerte en 1798; tuvieron 23 hijos e hijas. En los últimos años del reinado de su marido, Darejan ejerció una influencia significativa en la política y los asuntos judiciales. Rechazó las políticas rusas de Heraclio II y de su sucesor, su hijastro, George XII, cuya progenie trató de evitar que accediera al trono de Georgia. Después de la anexión rusa de Georgia, la reina viuda Darejan fue deportada a Rusia en 1803. Murió en San Petersburgo a la edad de 69 años y fue enterrada en el monasterio de Alejandro Nevski.

## Primeros años y matrimonio
Darejan era hija del príncipe Katsia-Giorgi Dadiani, hijo menor de Bezhan Dadiani, príncipe de Mingrelia en el oeste de Georgia. Tenía solo 12 años en 1750 cuando Heraclio, que entonces reinaba en Kakheti, la eligió como su tercera esposa, un año después de la muerte de su segunda esposa, la princesa Ana Abashidze. El matrimonio fue negociado en nombre de Heraclio por su pariente, la princesa Khoreshan, hija del difunto rey de Kartli Jesse y esposa del príncipe Jesse Amilakhvari. La novia fue llevada por Khoreshan y Saba, obispo de Ninotsminda, a Surami, donde Heraclio la conoció. Luego, la boda se celebró profusamente en la corte del padre de Heraclio, Teimuraz II, rey de Kartli, en Tbilisi. En 1762, Heraclio de Kakheti sucedió a la muerte de su padre como rey de Kartli, uniendo así ambos reinos del este de Georgia en un solo estado.

## Problema de sucesión
La primera hija mejor documentada de la pareja, la princesa Elena, nació en 1753, seguida de 22 más entre 1755 y 1782. A medida que sus hijos crecieron, el deseo de Darejan de asegurar el derecho de sucesión de su descendencia contra el hijo mayor sobreviviente de Heraclio de su segundo matrimonio con Anna Abashidze, el príncipe heredero George, se convirtió en la piedra angular de la participación de Darejan en la política de Georgia. En los últimos años de la vida de Heraclio II, se volvió más involucrada e influyente. En 1791, Darejan persuadió a su esposo para que derogara el principio de primogenitura a favor de la herencia fraterna, ordenando en su testamento que después de su muerte, su hijo mayor George se convertiría en rey, pero que después de la muerte de George, el trono pasaría al siguiente superviviente hijo de Heraclio, en lugar de a la descendencia de Jorge. Los hijos supervivientes de Heraclio y de Darejan (Lulon, Vakhtang, Mirian, Alexander y Parnaoz) emergieron así en la línea de sucesión. Después de la muerte de Heraclio en 1798, el entonces rey Jorge XII, renegó de la voluntad del difunto rey, declarándola inválida debido a que se la había impuesto a su padre. Esto ocasionó una nueva ruptura en las ya tensas relaciones entre Jorge XII y Darejan y sus  hermanastros.

## Relaciones con Rusia
Otro tema conflictivo entre Darejan y su hijastro reinante fueron las relaciones de Georgia con el Imperio ruso. Darejan dudaba sobre el acercamiento de Georgia con su vecino del norte ya en vida de Heraclio, especialmente después de que los rusos, obligados por el Tratado de Gueórguiyevsk de 1783 a proteger el reino de Heraclio de amenazas externas, hubieran dejado a los georgianos a su suerte frente a un desastroso invasión de Irán en 1795. La reina había sostenido repetidamente que la relación con Rusia no había beneficiado a Georgia.
Darejan se oponía con fuerza a la renovada búsqueda de George XII de la protección rusa. En 1800, uno de los hijos de Darejan, Alexander, rompió abiertamente con su medio hermano e intentó un golpe de Estado con la ayuda de sus aliados ávaros e iraníes. Las relaciones en la familia real alcanzaron su punto más bajo en julio de 1800, cuando Jorge XII obligó a la reina viuda Darejan a confinarse en su palacio en Avlabari, lo que llevó a los hijos de Darejan a movilizar sus fuerzas leales alrededor de Tbilisi.

## Caída y exilio

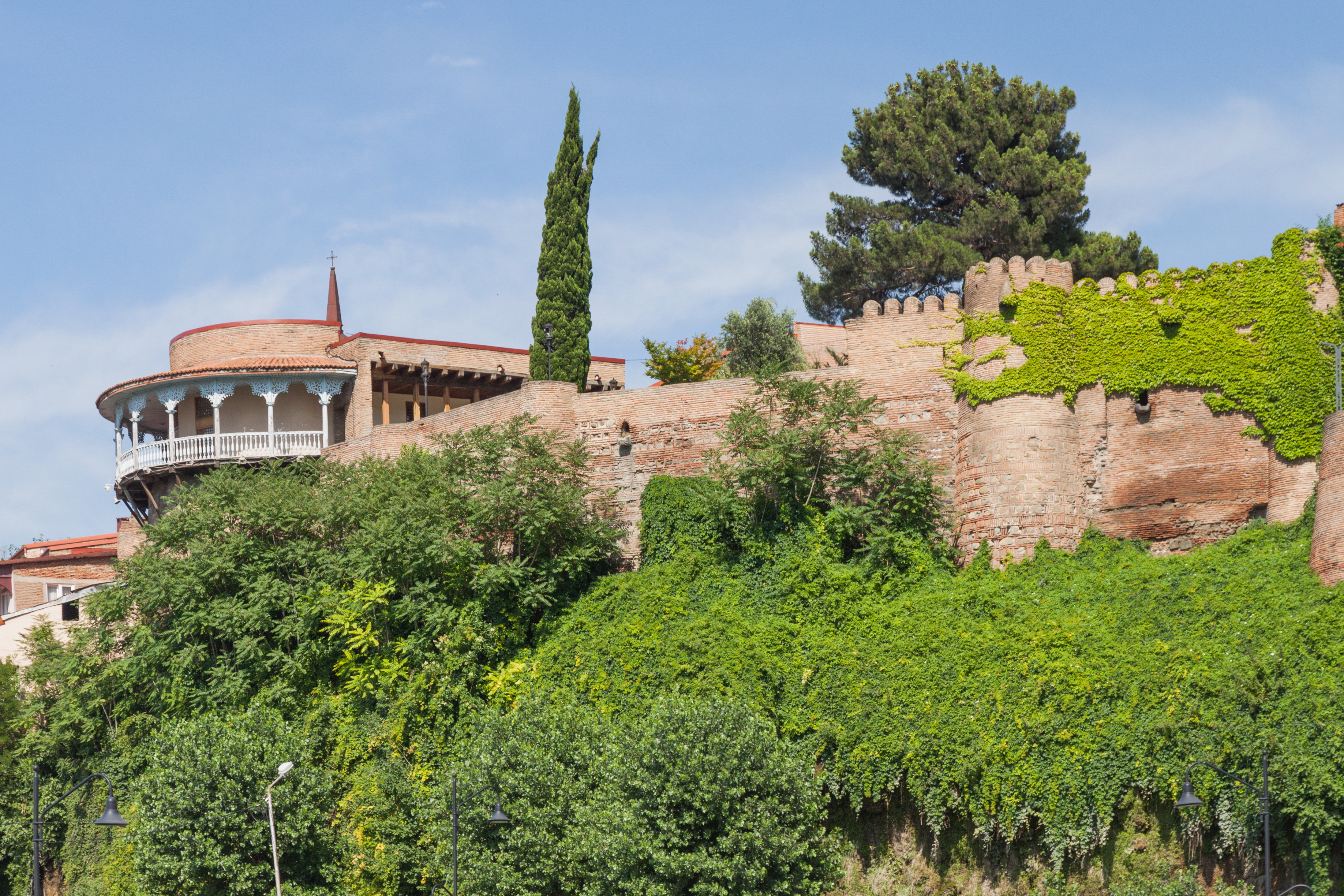
Restos del palacio de la reina Darejan en Tbilisi.

Después de la muerte de Jorge XII en diciembre de 1800, el general ruso Ivan Lazarev emitió la orden del zar Pablo I a todos los miembros de la familia real, comenzando con Darejan, prohibiendo el nombramiento de cualquier heredero al trono. Después de la muerte de Paul en marzo de 1801, Darejan solicitó al nuevo zar, Alejandro I, confirmar a su hijo mayor, Iulon, como el nuevo rey y protegerla a ella ya sus parientes del acoso del heredero de Jorge XII, el príncipe David y sus partidarios. Sin embargo, el gobierno ruso procedió con la anexión total del reino georgiano, poniendo fin al gobierno de Bagratid en Georgia.
La reina viuda y sus hijos se retiraron para oponerse al nuevo régimen; Iulon, Alexander y Parnaoz estaban ahora en abierta rebelión. Cada viaje de Darejan fuera de Tbilisi fue observado de cerca por el ejército ruso. Finalmente, el zar Alejandro ordenó al comandante en Georgia, el general Karl Knorring, que deportara a todos los miembros de la familia real de Georgia para su reasentamiento en Rusia el 20 de agosto de 1802. El Consejo de Estado confirmó la decisión e instruyó a Knorring a "fortalecer todas las medidas para el transporte de la reina Darejan y otros miembros de la familia real a Rusia, porque su presencia en Georgia siempre será una causa y motivo [para el desarrollo de] partidos hostiles "a la hegemonía rusa. Las relaciones de Darejan con Knorring fueron particularmente tensas. Una vez, el general la enfureció vistiendo su sombrero y abrigo en su casa e interrumpiendo una entrevista al mediodía, declarando que era hora de su vodka.
El sucesor de Knorring, el general Pável Tsitsiánov, también de origen georgiano fue el encargado de su deportación. En vano Darejan declaró estar enferma para evitar el exilio. Tsitsianov respondió que ninguna razón pospondría su partida. Además, fue acusada de correspondencia "traidora" con los enemigos de Rusia y de retirar el venerado icono de Ancha de la basílica de Anchiskhati de Tbilisi. El ejército ruso hizo escoltar a Darejan el 25 de octubre de 1803 desde la finca de su nieto en Mukhrani hasta su exilio en Rusia.
A Darejan, conocida por los rusos como la Tsaritsa Darya Georgyevna, se le permitió establecerse en San Petersburgo, donde vivió en una casa alquilada en la parroquia de la Iglesia de San Simón y Ana. Más tarde, a la reina enferma se le permitió tener una iglesia en la casa, que fue consagrada el 22 de julio de 1804 y cerrada tras la muerte de Darejan el 8 de noviembre de 1807. Darejan, reina viuda de Georgia y dama de la orden rusa de Santa Catalina, Gran Cruz, fue enterrada en la iglesia de la Anunciación del monasterio de Alejandro Nevski.

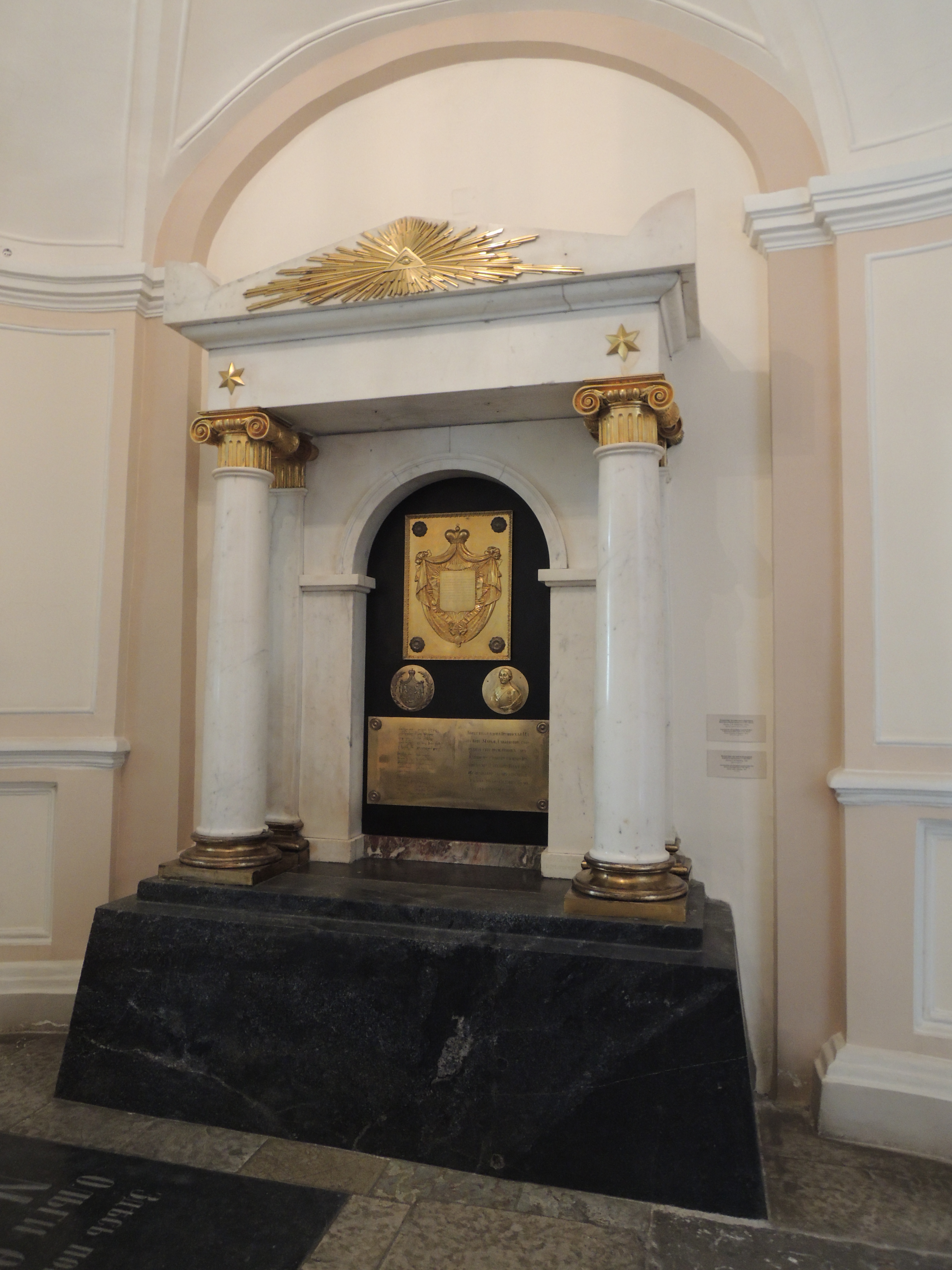
Tumba

Darejan tuvo 23 hijos con Heraclio. De estos, solo 13 alcanzaron la edad adulta.